# PFA-sagen
PFA-sagen er en af danmarkshistoriens største finansskandaler. Sagen omhandler bedrageri og dokumentfalsk for i alt 3,7 mia. kroner foretaget i slutningen af 1990'erne og sagen opstod i forlængelse af Kurt Thorsens plan om at sammenlægge selskaberne Nord, Gefion og CVI International til et børsnoteret ejendomsselskab samt at opføre en ferieby i Spanien og luksuslejligheder i Tuborg Havn.
Men projekterne viste sig dog at være finansieret via falske garantier, idet Thorsen sammen med Rasmus Trads (daværende underdirektør i PFA Pension), havde forfalsket selskabets 
administrerende direktør André Lublins underskrift på garantierne. I januar 1999 blev sagen offentligt kendt. Den 14. juni 2000 blev entreprenør Kurt Thorsen og tidligere direktør i PFA Byg Rasmus Trads idømt henholdsvis seks og fem års ubetinget fængsel i Københavns Byret. Den 11. januar 2002 stadfæstede Østre Landsret Københavns Byrets dom, bortset fra en nedsættelse af Trads' dom fra fem års fængsel til fire års fængsel.

## Kronologi

### Sagens forløb
- Den 20. december 1996: Rasmus Trads laver den første hensigtserklæring til Kurt Thorsen. Erklæringen skal hjælpe Thorsen i gang med sine forretninger.
- Den 26. september 1997: Rasmus Trads forfalsker sin chef, André Lublins underskrift. Det sker på en fuldmagt på 112 mio. kr.
- Den 10. oktober 1997: Thorsen låner 1,5 mio. kr. af rigmanden Finn Harald Simonsen. Trads låner 1,2 mio.
- Den 19. februar 1998: André Lublins underskrift påføres et dokument, hvor PFA Byg garanterer et lån for Thorsen på 107 mio. kr., overfor den spanske bank Banco Exterior de Espana.
- Den 26. februar 1998: Trads køber Nokken projektet af Kurt Thorsen 231 mio. kr.
- Den 28. maj 1998: PFA Byg påtager sig, via falske fuldmagter, at købe aktier for 270 mio. kr. i Thorsens selskab CVI International.
- Den 25. september 1998: Sparbank Vest får en kautionserklæring for et lån på 55 mio. kr. til køb af Nokken grunden.
- Den 18. november 1998: Trads får via en falsk fuldmagt lov til at underskrive alle dokumenter til den spanske bank Banco Bilbao Vizcaya, i forbindelse med lån til i alt 838 mio. kr. til Kurt Thorsens selskab. Endnu en falsk garanti laves til LGT Bank i Lichtenstein til lån til Thorsens selskab De Soto på 353 mio. kr.
- Den 22. november 1998: Norske Aker RGI sælger aktier i Gefion for 700 mio. kr. til Thorsens De Soto Equity. Trads laver et falsk dokument til Kurt Thorsen, så han kan hæve 140 mio. kr. på byggelånet i BBV.
- Den 29. december 1998: Thorsens selskab CVI Holding køber Codans aktier i Norden for 798 mio. kr.

### Status for sagen
- Den 16. januar 1999: Koch-Nielsens partner Jørgen Grønborg fortæller sin genbo Hans Ejvind Hansen, der er bestyrelsesformand for Københavns Fondsbørs, om PFA-garantierne.
- Den 17. januar 1999: PFA udsender en pressemeddelelse efter møde med fondsbørsen. I den står der, at de ikke samarbejder med Thorsen.
- Den 20. januar 1999: Administrerende direktør i PFA Byg, Rasmus Trads erkender dokumentfalsk og anholdes af politiet. Samme dag er der mandefald i CVI Internationals bestyrelse: PFA-formand Jørgen Mølvang og tidligere statsminister Poul Schlüter trækker sig.
- Den 21. januar 1999: Rasmus Trads varetægtsfængsles i 13 dage i isolation sigtet for dokumentfalsk og bedrageri. Gennemtræk i Thorsens selskab CVI Internationals bestyrelse: Direktør Pelle Sadolin og direktør Jens Majgaard forlader deres poster.
- Den 23. januar 1999: Kurt Thorsen varetægtsfængsles i 12 dage i isolation.
- Den 26. januar 1999: PFA-formand Jørgen Mølvang trækker sig som formand for PFA.
- Den 27. januar 1999: Advokat Jørgen Grønborg offentliggør, at han er kilden til afsløringen af de falske PFA-garantier. En afsløring der betyder, at han får en sag på halsen i Advokatnævnet.
- Den 2. marts 1999: Efter flere forlængelser af varetægtsfængslingen løslades Kurt Thorsen i Københavns Byret. Et stort pressemøde finder sted på Hotel D’Angleterre i København.
- Den 3. september 1999: Kurt Thorsen og Rasmus Trads tiltales for dokumentfalsk og bedrageri af særlig grov beskaffenhed i fem forhold.
- Den 17. november 1999: Straffesagen mod Kurt Thorsen og Rasmus Trads begynder i Københavns Byret.
- Den 21. december 1999: Kurt Thorsens firmadomicil i Aarhus sælges for otte mio. kr. til stifteren af Martin Gruppen, mangemillionæren Peter Johansen.
- Den 14. juni 2000: Kurt Thorsen idømmes seks år fængsel, og Rasmus Trads idømmes fem års fængsel.